# M.video
M.video是俄罗斯一家消費電子產品零售连锁店，也是俄羅斯第一家也是唯一一家在莫斯科證券交易所上市的消費電子零售企業。该連鎖店的首家門店於1993年在莫斯科開業。目前M.video在俄罗斯144个城市有330家门店以及38家在线互联网商店。